# Fredrik Berg
Sven Fredrik Berg, född 11 mars 1887 i Katarina församling i Stockholm, död 25 april 1974 Uppsala, var en svensk professor i oftalmiatrik och rektor för Uppsala universitet. 
Efter mogenhetsexamen vid Nya elementarskolan i Stockholm 1905 blev Berg inskriven vid Uppsala universitet hösten samma år och vid Karolinska institutet 1910 där han tog mediko-filosofisk examen 1906, blev medicine kandidat 1909, medicine licentiat 1913 och  medicine doktor 1929.
Berg blev bataljonsläkare 1914, praktiserande ögonläkare i Göteborg 1916-1933, professor i oftalmiatrik vid Uppsala universitet 1933, styresman vid Akademiska sjukhuset 1936-1945, prorektor vid Uppsala universitet 1943 och rektor magnificus 1947 till våren 1952. 
Han var son till kontraktsprosten Edvard Berg och Helena, född Rinman. Han var vidare sonson till Fredrik Theodor Berg och brorson till John Berg. 1915 gifte han sig med Stina Frisell.